# Saucède
Saucède település Franciaországban, Pyrénées-Atlantiques megyében. Lakosainak száma 126 fő (2022. január 1.). Saucède Aren, Lucq-de-Béarn, Poey-d’Oloron, Préchacq-Josbaig és Préchacq-Navarrenx községekkel határos.

## Népesség
A település népessége az elmúlt években az alábbi módon változott:
| Lakosok száma | 128  | 126  | 126  | 129  | 132  | 130  | 128  | 126  |
|               | 2013 | 2015 | 2017 | 2018 | 2019 | 2020 | 2021 | 2022 |